# Найшвидше коло
Найшвидше коло (англ. fastest lap) — коло, яке пілот проїхав за найменший час під час гонки. У деяких гоночних серіях (наприклад, А1 Гран прі та GP2) володар найшвидшого кола нагороджується заліковим балом. У Формулі 1 до 1960 року, також давали заліковий бал за найшвидше коло. 126 пілотів у Формулі 1 встановлювали швидке коло. Міхаель Шумахер володіє рекордом за кількістю встановлених швидких кіл. Загалом він має 77 швидких кіл, встановлених у гонках Формули-1. 
У MotoGP також не нагороджують заліковими балами за найшвидше коло. Джакомо Агостіні є дійсним рекордсменом за кількістю швидких кіл у мотоспорті, у нього їх 117. Валентіно Россі поки йде на другому місці з 88 найшвидшими колами.

## Топ 10 пілотів Формули-1 за кількістю швидких кіл
(Жирним виділені дійсні пілоти)
| Місце | Гонщик              | Кількість |
| ----- | ------------------- | --------- |
| 1     | Міхаель Шумахер     | 77        |
| 2     | Кімі Ряйкконен      | 46        |
| 3     | Ален Прост          | 41        |
| 4     | Льюїс Гамільтон     | 39        |
| 5     | Себастьян Феттель   | 34        |
| 6     | Найджел Менселл     | 30        |
| 7     | Джим Кларк          | 28        |
| 8     | Міка Хаккінен       | 25        |
| 9     | Нікі Лауда          | 24        |
| 10    | Хуан-Мануель Фанхіо | 23        |
| 10    | Нельсон Піке        | 23        |

## Топ 10 мотогонщиків MotoGP за кількістю швидких кіл
(Жирним виділені діючі пілоти)
| Місце | Гонщик           | Кількість |
| ----- | ---------------- | --------- |
| 1     | Джакомо Агостіні | 117       |
| 2     | Валентіно Россі  | 93        |
| 3     | Анхель Ньєто     | 81        |
| 4     | Майк Хейлвуд     | 79        |
| 5     | Дані Педроса     | 61        |
| 6     | Мік Дуейн        | 46        |
|       | Марк Маркес      | 46        |
| 8     | Макс Бьяджі      | 42        |
| 9     | Філ Рід          | 36        |
| 10    | Джим Редман      | 35        |

- Примітка: Дані приведені після закінчення сезону 2015.